# 阿里·萨尔明
哈立德·伊薩（Ali Hassan Ali Salmeen Al-Bloushi，1995年2月4日—）是阿拉伯聯合酋長國的職業足球運動員，司職中场。现效力于阿聯酋阿拉伯海灣聯賽球队艾華斯爾，也代表阿拉伯聯合大公國國家足球隊。